# Hadiya (zona)
Hadiya è una delle zone amministrative in cui è suddivisa la Regione delle Nazioni, Nazionalità e Popoli del Sud in Etiopia.

## Woreda
La zona è composta da 17 woreda:
1. Ameka
2. Analemmo
3. Duna
4. Gibe
5. Gimbichu town
6. Gombora
7. Hosaena town
8. Jajura town
9. Lemmo
10. Mirab Badowach
11. Mirab Soro
12. Misha
13. Misrak Badawacho
14. Shashogo
15. Shone Town
16. Siraro Badawacho
17. Soro